# Осуагву, Виктор (футболист)
Виктор Учечукву Осуагву (англ. Victor Uchechukwu Osuagwu; 5 декабря 2003 года, Энугу, Нигерия) — нигерийский футболист, нападающий латвийского клуба РФС.

## Карьера
Футболом начал заниматься в академии «Бейонд Лимитс» из Икенне, позднее продолжил обучение в «Райт Ту Уин» из Умуахиа. Весной 2022 года присоединился к второй команде чешского столичного клуба «Славия». В Богемской футбольной лиге дебютировал 2 апреля в матче против «Пршибрам B», отметившись забитым голом. 2 марта 2023 года на правах аренды присоединился к латвийскому клубу «Елгава». Дебютировал 12 марта в матче против «Риги», заменив на 63-й минуте Ричарда Бехерса. Первым голом отметился 15 апреля, открыв счёт в игре с «Меттой». Всего в том сезоне забил 9 мячей, став лучшим бомбардиром своей команды. В январе 2024 года на правах аренды присоединился к клубу Второй лиги «Селье и Белло». Дебютировал 2 марта в игре с «Варнсдорфом», выйдя в старте. Первым голом отметился 29 марта, принеся победу над «Пршибрамом».
15 июля 2024 года вернулся в Латвию, присоединившись к РФС. Дебютировал 27 июля в матче против «Тукумс 2000», заменив на 70-й минуте Дарко Лемаича. Первый гол забил 4 августа, положив начало разгрому «Метты». 8 августа дебютировал в еврокубках, выйдя в стартовом составе на гостевой матч третьего квалификационного раунда Лиги Европы против «Санта-Коломы» из Андорры и забив гол. В ответном матче также отметился забитым мячом, а также помог забить Янису Икауниексу и Мартиньшу Кигурсу и заработал пенальти, который реализовал Петр Мареш. По итогам той кампании РФС впервые в своей истории вышла в финальный этап Лиги Европы.